# Rogozębopodobne
Rogozębopodobne (Ceratodontimorpha syn. Ceratodimorpha) – nadrząd ryb dwudysznych obejmujący:
- Rząd: płazakokształtne (Lepidosireniformes) z rodzinami:
  - płazakowate (Lepidosirenidae)
  - prapłetwcowate (Protopteridae)
- Rząd: rogozębokształtne (Ceratodontiformes)  z rodziną:
  - rogozębowate (Ceratodontidae)

Nadrząd został wyróżniony przez J. S. Nelsona w 1994. W czwartej edycji Fishes of the World Nelson umieścił wyżej wymienione rodziny w Lepidosireniformes w podgromadzie Dipnotetrapodomorpha.